# People's Choice Awards per la serie TV drammatica
Il People's Choice Award per la serie TV drammatica favorita (Favorite Network TV Drama) è un premio televisivo assegnato annualmente.

## Albo d'oro

### Anni 1980-1989
- 1980
  - Dallas
- 1981
  - Dallas
- 1982
  - Dallas
- 1983
  - Hill Street giorno e notte
- 1984
  - Dynasty
  - Hill Street giorno e notte
- 1985
  - Dynasty
- 1986
  - Dynasty
  - Miami Vice
- 1987
  - Dallas
  - Dynasty
- 1988
  - Avvocati a Los Angeles

- 1989
  - Avvocati a Los Angeles

### Anni 1990-1999
- 1990
  - Avvocati a Los Angeles
- 1991
  - Avvocati a Los Angeles
- 1992
  - Avvocati a Los Angeles
- 1993
  - Avvocati a Los Angeles
- 1994
  - New York Police Department
- 1995
  - E.R. - Medici in prima linea
- 1996
  - E.R. - Medici in prima linea
- 1997
  - E.R. - Medici in prima linea
- 1998
  - E.R. - Medici in prima linea
- 1999
  - E.R. - Medici in prima linea

### Anni 2000-2009
- 2000
  - E.R. - Medici in prima linea
- 2001
  - E.R. - Medici in prima linea
- 2002
  - E.R. - Medici in prima linea
- 2003
  - CSI: Scena del crimine
- 2004
  - CSI: Scena del crimine
- 2005
  - CSI: Scena del crimine
  - Una mamma per amica
  - The OC
- 2006
  - CSI: Scena del crimine
  - Desperate Housewives
  - Law & Order: Unità Speciale
- 2007
  - Grey's Anatomy
  - CSI: Scena del crimine
  - Dr. House - Medical Division
- 2008
  - Dr. House - Medical Division
  - CSI: Scena del crimine
  - Law & Order: Unità Speciale
- 2009
  - Dr. House - Medical Division
  - CSI: Scena del crimine
  - Grey's Anatomy

### Anni 2010-2019
- 2016
  - Grey's Anatomy